# Active Template Library
Active Template Library (ATL, укр. Бібліотека активних шаблонів) — набір шаблонних класів мови C++, розроблених компанією Microsoft для спрощення програмування об'єктів з Моделі Компонентних Об'єктів Component Object Model (COM). COM, реалізована в Visual C++, дозволяє розробникам створювати різні об'єкти COM, сервери OLE Automation і елементи керування ActiveX. Створена за схемою Standard Template Library (STL), ATL включає майстри й помічники, що дозволяють створити первинну об'єктну структуру практично без програмування вручну.
Наприклад, управління інтернет-магазином може бути реалізоване за допомогою Microsoft Foundation Classes. Але для передачі мережею розмір магазина має бути невеликим. Застосунки, написані на MFC, відрізняються своїми розмірами й вимогою підтримки бібліотек. Водночас ATL дозволяє створювати невеликі за розміром елементи управління, які не вимагають підтримки бібліотек. Таким чином, ATL — це певною мірою полегшена альтернатива MFC як засіб управління COM. ATL використовується в ASP для створення об'єктів, які можуть бути викликані скриптом.